# Робинсон, Мэри (поэтесса)
Мэ́ри Ро́бинсон (англ. Mary Robinson; урож. Дарби (англ. Darby); 27 ноября 1758 — 26 декабря 1800) — британская актриса, поэтесса и писательница. Была первой любовницей принца Уэльского Георга Августа Фредерика, ставшего в 1820 году королём Георгом IV.

## Биография

### Ранняя жизнь и образование
Мэри Дарби родилась 27 ноября 1758 года в Бристоле семье капитана Джона Дарби и его супруги Эстер Сейс. Когда Мэри было 7 лет, её отец оставил семью и отправился в Лабрадор, чтобы заняться китобойным промыслом, уехав вместе с любовницей. 
После ухода отца из семьи, Мэри поступила в школу в Бристоле, а после переезда семьи в Лондон получила образование в школе под руководством миссис Лоррингтон. В возрасте 14 лет Мэри начала преподавать английский язык в школе, которая была открыта её матерью, но вскоре школа была закрыта по приказу её отца.

### Литературная и актёрская деятельность

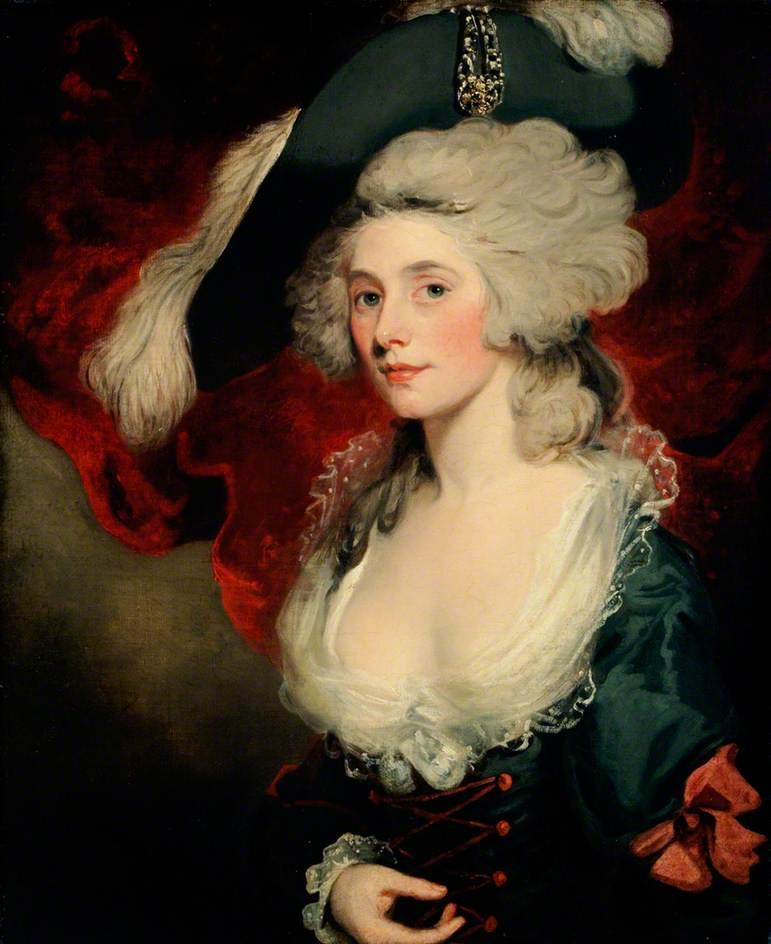
Портрет Мэри Робинсон в роли Пердиты

Находясь с мужем в тюрьме, Мэри стала писать стихи, которые в 1775 году были опубликованы под названием «Стихи миссис Робинсон», который стал её первым сборником стихов. После выхода из тюрьмы, Мэри была приглашена в театр Друри-Лейн, где она дебютировала 10 декабря 1776 года в роли Джульетты в трагедии Шекспира «Ромео и Джульетта». 
В последующие годы она сыграла много ролей во многих спектаклях, играя, в основном, героинь пьес Шекспира.
Покинув театр, Мэри Робинсон продолжила литературную деятельность, опубликовав несколько томов стихотворений, за что получила прозвище «английская Сафо». Помимо стихотворений, она написала также 8 романов, 3 пьесы, трактаты о феминизме и мемуары, которые были закончены её дочерью. Многие романы, среди которых  «Ванченца» (1792), «Вдова» (1794) и «Анджелина» (1796) выдержали много изданий и переводились на другие языки.

### Личная жизнь

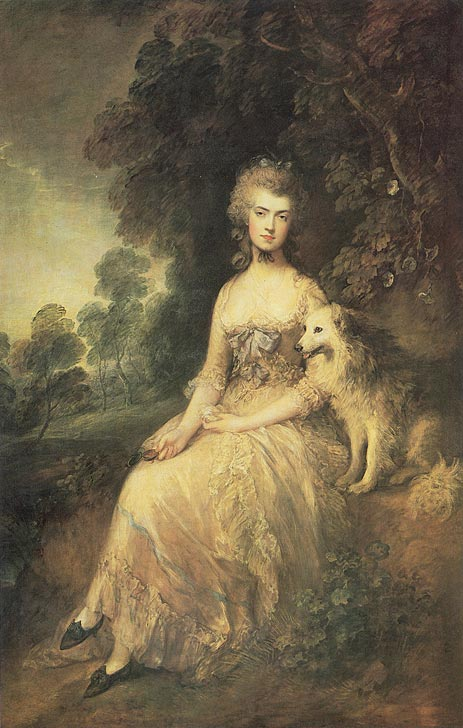
Портрет Мэри Робинсон

12 апреля 1774 года Мэри вышла замуж за клерка Томаса Робинсона, брак с которым поддерживала её мать. После замужества она стала вести светскую жизнь, при этом тратились большие деньги и её муж был арестован за долги, сумма которых достигла около 1200 фунтов стерлингов. В ноябре 1775 года у супругов родилась дочь Мэри Элизабет (1775—1818), ставшая писательницей.
Мэри Робинсон с 1780 по 1781 год была любовницей принца Уэльского Георга Августа Фредерика, который в 1820 году стал королём под именем Георга IV. Отношения с наследником престола испортили её репутацию и она не смогла вернуться к карьере актрисы. Она добилась выплаты части требуемой ею суммы в размере 5000 фунтов стерлингов, которую ей выплатил король Георг III за письма принца.
После принца у неё было несколько любовников, среди которых наиболее известен полковник Банастр Тарлетон, любовницей которого она была в течение 15 лет.

### Смерть
Скончалась 26 декабря 1800 года в возрасте 42 лет после продолжительной болезни.